# انتونیو رنگل (بازیکن فوتبال)
انتونیو رنگل (انگلیسی: Antonio Rangel؛ زادهٔ ۱۸ ژانویهٔ ۱۹۸۶) بازیکن فوتبال اهل اسپانیا است.
از باشگاه‌هایی که در آن بازی کرده‌است می‌توان به باشگاه فوتبال آلباسته بالومپیه اشاره کرد.